# Aartsabt
Een aartsabt is binnen de Katholieke Kerk de titel voor een abt van een benedictijnse abdij waarvan de abdij geldt als aartsabdij. Hij staat aan het hoofd van een congregatie, namelijk een groep van abdijen die grosso modo eenzelfde invulling geven aan de regel van Benedictus.

Wapen van een aartsabt
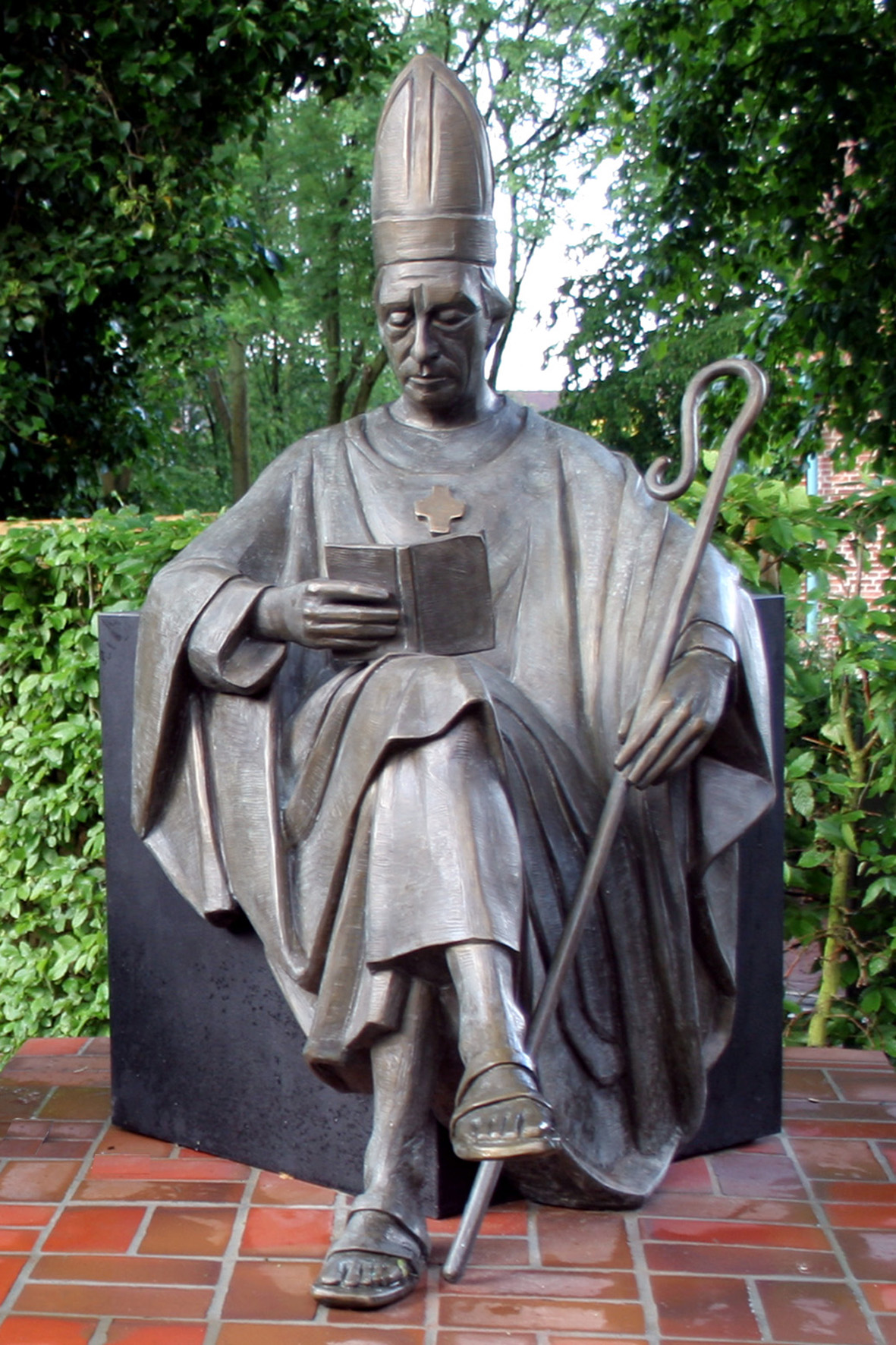
Erz-Abt (aartsabt)  Harsefeld, bronzen beeld door Carsten Eggers nabij de vroegere aartsabdij in die Duitse plaats